# Високе на Јизери
Високе на Јизери (чеш. Vysoké nad Jizerou) град је у Чешкој Републици. Град се налази у управној јединици Либеречки крај, у оквиру којег припада округу Семили.

## Становништво
Према подацима о броју становника из 2014. године град је имао 1.288 становника.